# خوان سابیا
خوان سابیا (انگلیسی: Juan Sabia؛ زادهٔ ۱۷ دسامبر ۱۹۸۱) بازیکن فوتبال اهل آرژانتین است.
از باشگاه‌هایی که در آن بازی کرده‌است می‌توان به باشگاه فوتبال ولز سارسفیلد و باشگاه فوتبال آرژانتینوس جونیورز اشاره کرد.